# Soxhlet-extraktor

A Soxhlet-extraktor sematikus rajza
1: mágneses keverőbaba 2: csatlakozó csiszolat 3: oldalcső 4: hüvely 5: szilárd (extrahálandó) anyag 6: szifontető 7: szifon kifolyó 8: csiszolatváltó 9: hűtő 10: hűtővíz kimenet 11: hűtővíz bemenet

A Soxhlet-extraktor laboratóriumi berendezés, amelyet Franz von Soxhlet alkotott meg 1879-ben. Soxhlet a berendezést eredetileg lipidek szilárd anyagokból történő kiextrahálására készítette, bár nemcsak lipidek extrakciójához használható. Mint szilárd-folyadék folyamatos extraktort a preparatív kémiai gyakorlatban kiterjedten alkalmazzák. Soxhlet-extraktort főképp akkor alkalmazunk, ha az extrahálandó komponens csak korlátoltan oldódik az extrahálószerben, míg a szennyezés egyáltalán nem oldódik benne. Amennyiben az elválasztani kívánt anyag jól oldódik az oldószerben, akkor egyszerű szűréssel elválasztható a nem oldódó szennyeződéstől.

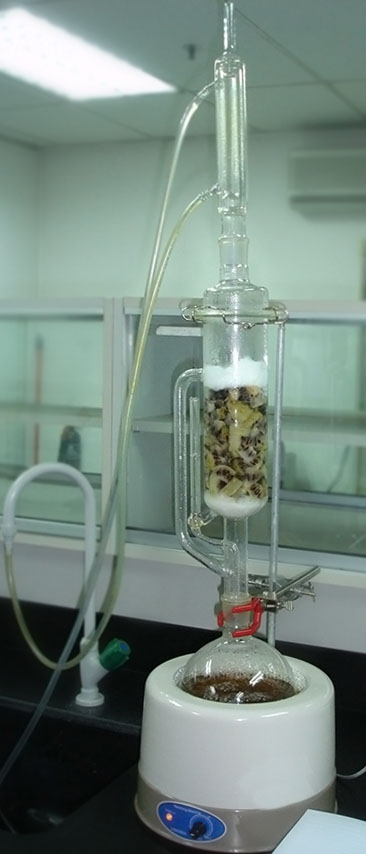
Gyümölcs extrakciója.

Az extrahálandó szilárd anyagot egy speciális vastag pórusos extrakciós hüvelybe (mely készülhet préselt papírból, üvegszálból, régebben azbesztből) teszik, majd ezt belehelyezik a Soxhlet-extraktorba. A Soxhlet-extraktort egy lombikhoz erősítik, mely az oldószert (extrahálószert) tartalmazza. Az oldószert folyamatosan melegítjük. Az oldószer a forralással a oldalcsövön át a felső térbe kerül, majd a hűtő a gőzöket lekondenzálja és az így keletkező folyadék ellepi a filtert. Az ellepés által a meleg, tiszta oldószer a kívánt anyag egy részét feloldja. Amennyiben a folyadékszint eléri a szifon felső szintjét, a hüvelyt tartalmazó rész teljes folyadéktere átömlik az alsó lombikba (hasonlóan a bor egy felső edényből csővel való áttöltéséhez egy alsó edénybe). Ez a ciklus újra ismétlődhet akár órákon át is. Az oldott anyag az oldószerrel a szifonból a lombikba kerül. Innen azonban a forralással csak az oldószer távozik, így a lombikban egyre töményebb formában lesz jelen az extrahálandó komponens. A módszer jelentős előnye, hogy folyamatos extrakciót biztosít és folyamatosan megújítja az oldószert, így az extrakció hajtóereje legfeljebb az extrahálandó komponens koncentrációjának csökkenésével együtt csökken.
Az extrakció végén a hüvelyt általában a maradék szilárd anyaggal együtt kidobjuk, a megmaradt oldószert rotációs bepárlón bepároljuk.

## Története
William B. Jensen jegyzetei szerint az első extraktort az ókori Mezopotámiában találták meg. Ez egy forró vizes extraktor volt szerves anyagok kinyerésére Kr. e. 3500 körül. Soxhlet előtt Anselme Payen francia vegyész is sokat tett a folyamatos extrakciós technikák kifejlesztéséért az 1830-as években.

## Külső hivatkozások
- A Soxhlet-extraktor működése Archiválva 2010. május 27-i dátummal a Wayback Machine-ben (angolul)
- Soxhlet-extraktor használata a kromatográfiás oldószerek megújításában: (angolul)

## Fordítás
- Ez a szócikk részben vagy egészben  a   Soxhlet extractor című angol Wikipédia-szócikk ezen változatának fordításán alapul.  Az eredeti cikk szerkesztőit annak laptörténete sorolja fel. Ez a jelzés csupán a megfogalmazás eredetét és a szerzői jogokat jelzi, nem szolgál a cikkben szereplő információk forrásmegjelöléseként.